# Dioon edule
Dioon edule (Mexikanischer Doppelpalmfarn) ist ein Vertreter der Palmfarne (Cycadales) und gehört zur Gattung Dioon.

## Merkmale
Die Stämme sind baumförmig und aufrecht oder niederliegend. Der Stamm wird 3 Meter hoch oder höher bei einem Durchmesser von 20 bis 40 cm. Der Stamm ist mit den bleibenden Blattbasen und den Cataphyllen bedeckt.
Die zahlreichen Blätter sind steif, aufrecht, grün bis leicht blaugrün. Sie sind 0,9 bis 1,4 m lang, 17,5 bis 20 cm breit und flach oder leicht gekielt. Junge Blätter sind grün oder gelbbraun, leicht weiß behaart, aber bald verkahlend. Der Blattstiel ist 3 bis 13 cm lang und unbewehrt. Die Fiederblättchen stehen in 80 bis 130 Paaren. Sie sind linealisch-lanzettlich, allmählich zur Spitze verengt, getrennt stehend, nur zur Blattspitze hin auch überlappend. Meist stehen sie rechtwinklig von der Rhachis ab. Sie werden gegen Spitze und Blattbasis hin kürzer, jedoch nicht zu Dornen reduziert. Die mittleren Fiederblättchen sind 6 bis 12 cm lang und 5 bis 9 mm breit; der Blattrand ist leicht nach unten eingerollt und trägt keine Dornen, außer bei Sämlingen und Jungpflanzen.
Die weiblichen Zapfen stehen einzeln, zunächst aufrecht, später leicht geneigt. Sie sind eiförmig, 25 bis 29 cm lang und 19 bis 24 cm im Durchmesser; sie sind dicht behaart mit Ausnahme der untersten ein bis zwei Sporophyllreihen. Der Stiel ist 4 bis 5 cm lang und durch die Cataphylle verborgen, sodass der Zapfen häufig sitzend erscheint. Die Sporophylle sind 65 bis 72 mm lang. Die an der Zapfenoberfläche liegende Seite des Sporophylls ist lang dreieckig, 9,8 bis 11 cm hoch, 4,5 bis 5,5 cm breit und dicht behaart. Die Sarcotesta des Samens ist zur Reife gelb. Die Sklerotesta ist ei- bis kugelförmig, 24 bis 30 mm lang, 19 bis 22 mm im Durchmesser und mehr oder weniger glatt, jedoch mit 12 bis 16 undeutlichen Längsfurchen.

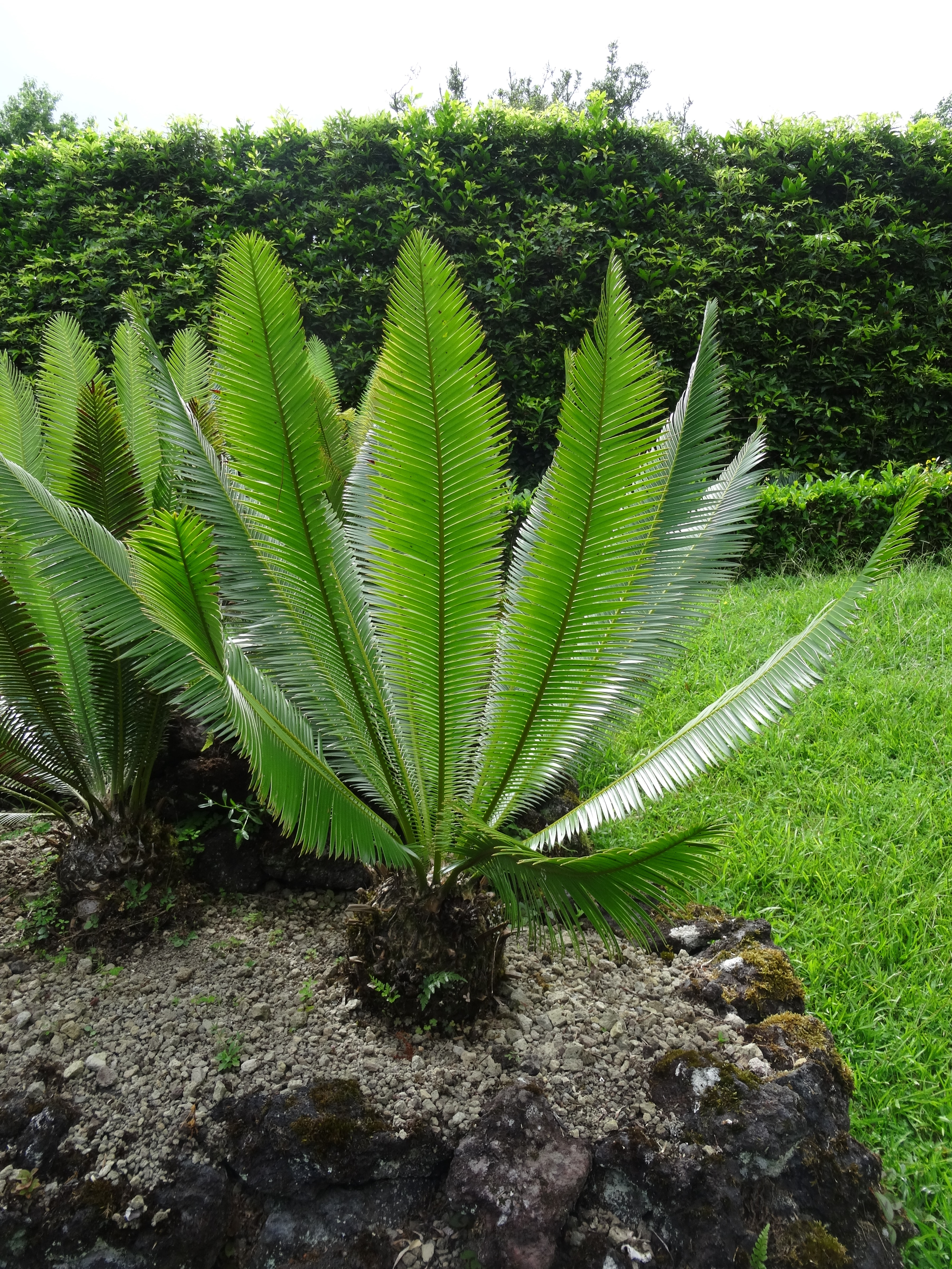
Habitus

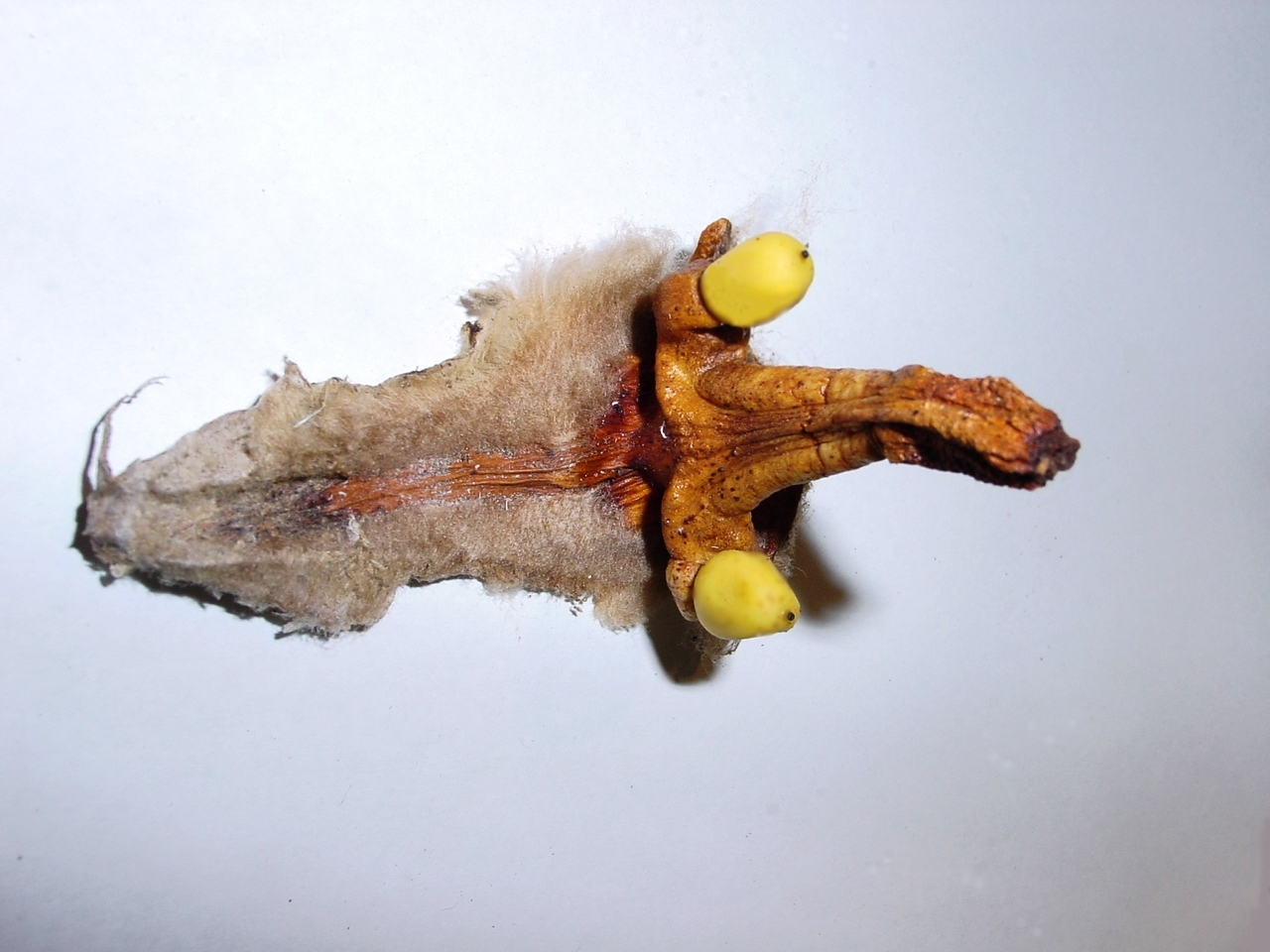
Sporophyll mit reifen Samen

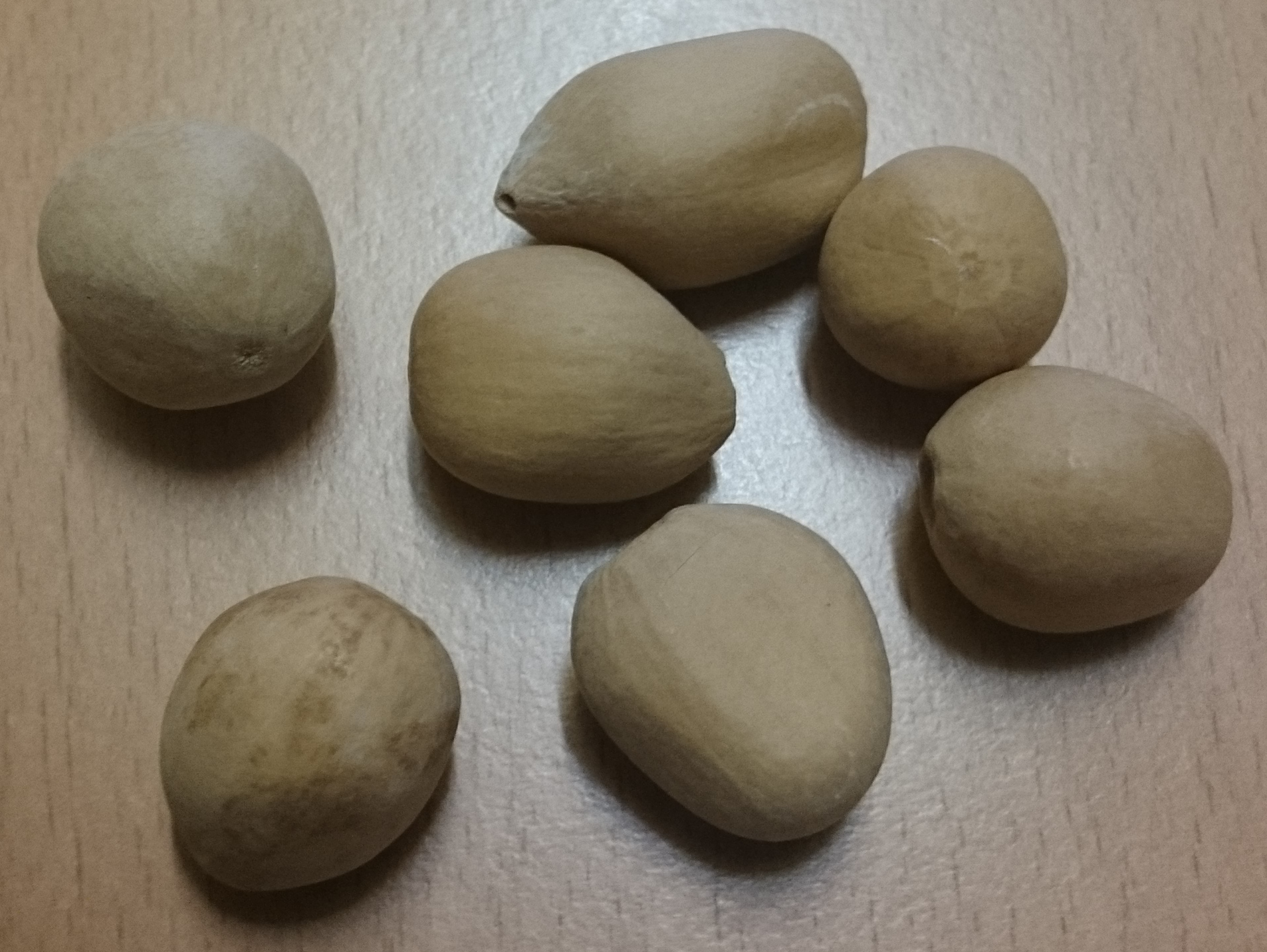
Samen von Dioon edule

Die männlichen Zapfen stehen einzeln. Sie sind zylindrisch, 17,5 bis 20 cm lang bei einem Durchmesser von 6 bis 7,5 cm und dicht weiß oder braungrau behaart. Der Stiel ist 3 bis 3,5 cm lang; der Zapfen erscheint oft sitzend. Die Sporophylle besitzen eine spitze oder ovale Spitze. Die an der Zapfenoberfläche liegende Seite des Sporophylls ist dreieckig, 12 bis 15 mm breit und 10 mm hoch, dicht behaart. Die Sporangien stehen in einer Gruppe, die sich auch auf die Seiten des Sporophylls erstreckt.

## Verbreitung und Standorte
Die Art ist in Mexiko endemisch. Sie kommt vor in den Bundesstaaten Hidalgo, Querétaro, San Luis Potosí, im Süden von Tamaulipas und Veracruz. Das Areal befindet sich an den Osthängen der Sierra Madre Oriental. Sie wächst meist im Übergangsgebiet vom tropischen laubwerfenden Wald zum Eichenwald, auf felsigen Standorten oder an Felshängen in 500 bis 1500 m Seehöhe. Der großteils im Sommer fallende Niederschlag beträgt jährlich 1000 bis 1500 mm. Die Art wird als nicht gefährdet betrachtet. Das Sammeln ganzer Pflanzen oder das Abschlagen der Köpfe mit den Blättern als Zierschmuck hat die Bestände in manchen Gebieten stark reduziert.

## Systematik
Da das Areal der Art stark disjunkt ist, gibt es etliche, morphologisch leicht zu unterscheidende Formen. Whitelock (2002) ist der Ansicht, dass diese teilweise eigene Arten sein könnten. Die Unterscheidung in zwei Varietäten ist weit gebräuchlich, die Nominatform wird von Whitelock noch weiter unterteilt:
- var. edule, wie oben beschrieben. Von Norden nach Süden gibt es folgende Formen:
  - Valles-Form
  - Río Verde-Form
  - Querétaro-Form
  - Jacala-Form
  - Palma Sola-Form
- var. angustifolium (Miq.) Miq.: der Stamm ist meist kürzer als bei der Nominatform. Die Fiederblättchen sind schmäler, meist 6 bis 11 cm lang und 4 bis 6 mm breit. Sie ist auf die Bundesstaaten Nuevo León und Tamaulipas beschränkt. Sie wird von manchen Autoren auch als eigenständige Art angesehen: Dioon angustifolium Miq.[1]

## Nutzung
Das Art-Epitheton edule bedeutet essbar und bezieht sich auf die Nutzung der Samen, die in Mexiko palma de dolores, chamal und palmita genannt werden. Sie werden heute jedoch kaum mehr gegessen.